# 시카노섬

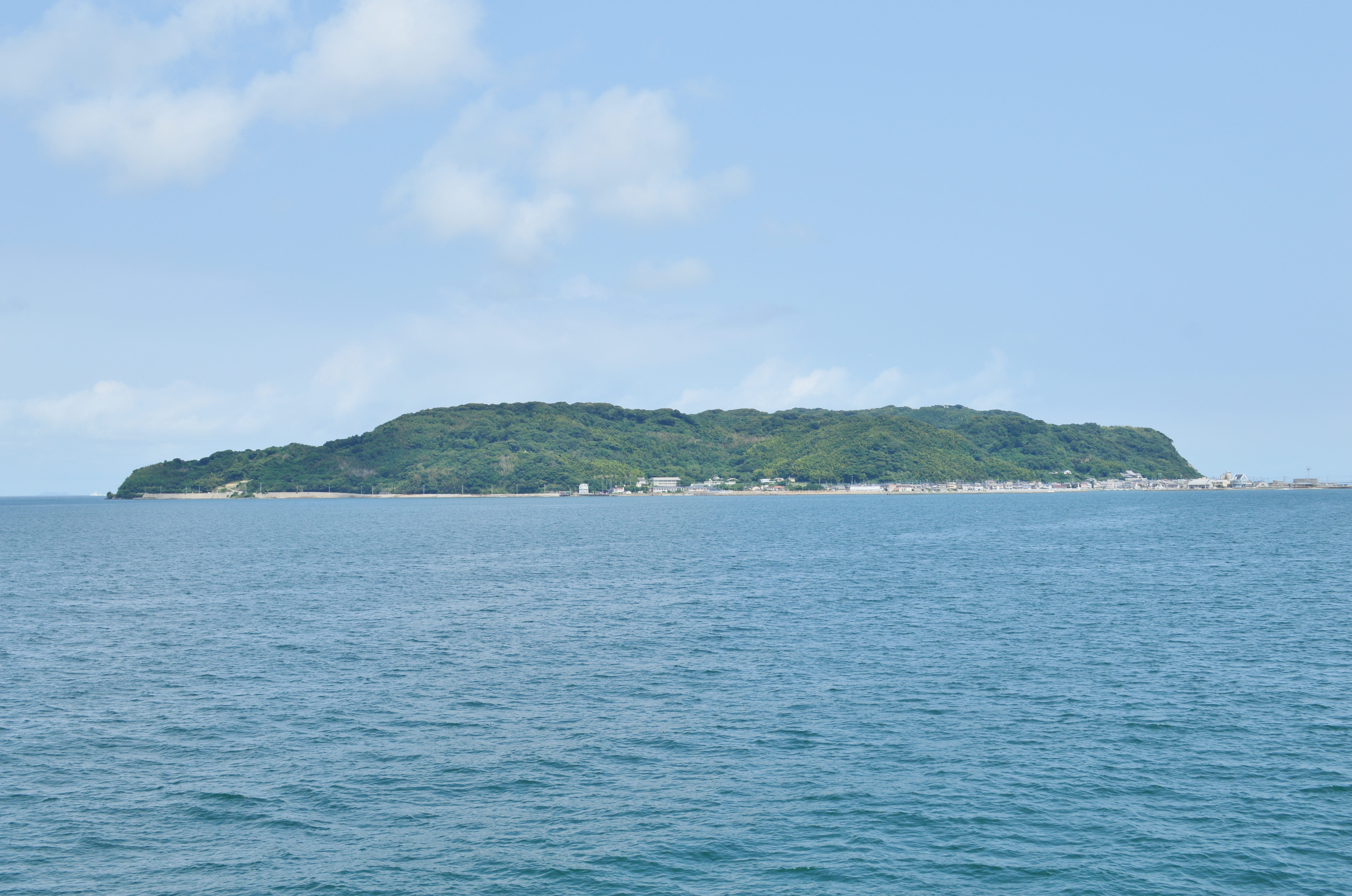

시카노섬(志賀島)은 일본 규슈의 후쿠오카현에 위치한 섬이다. 이 섬은 혼슈 본토와 연결되어 있으며 섬의 남부와 서부는 하카타만에 닿아 있고, 북부와 동부는 겐카이나다에 닿아 있다. 이 섬 주변에는 이 섬과 더불어 그 외의 여러 섬들이 몰려 있고, 또한 후쿠오카 아일랜드시티와도 간접적으로 연결 가능하다.

## 교통
- 도로: 후쿠오카현도 제542호 시카노시마 순환선, 후쿠오카현도 제59호 시카노시마 와지로 선
- 버스: 니시테쓰 버스의 노선 버스 이용 가능. 이용할 경우, 사이토자키역을 통해 환승이 필요하게 되며, 또한 덴진 일대에 다니고 있는 시내버스를 이용해도 충분히 올 수 있음.

## 같이 보기
- 후쿠오카현
- 와지로 개펄
- 후쿠오카 아일랜드시티